# Spaanse parlementsverkiezingen 1931
De Spaanse parlementsverkiezingen van 1931 vonden plaats op 28 juni van dat jaar. Het waren verkiezingen voor de Cortes Constituyentes (Grondwetgevende Cortes). Deze verkiezingen waren noodzakelijk omdat Spanje van een monarchie in een republiek was veranderd. De verandering van staatsvorm vond plaats na de gemeenteraadsverkiezingen van 14 april 1931 toen de republikeinen een nipte overwinning boekten op de monarchisten en nog diezelfde dag de republiek werd uitgeroepen.
De parlementsverkiezingen leverden een klinkende overwinning op voor de republikeinse en sociaaldemocratische partijen die sindsdien de grondwetgevende vergadering domineerden.
De Cortes Constituyentes werd na het aannemen van de grondwet van Spanje in november 1931 omgevormd in een gewone Cortes.

## Literatuur

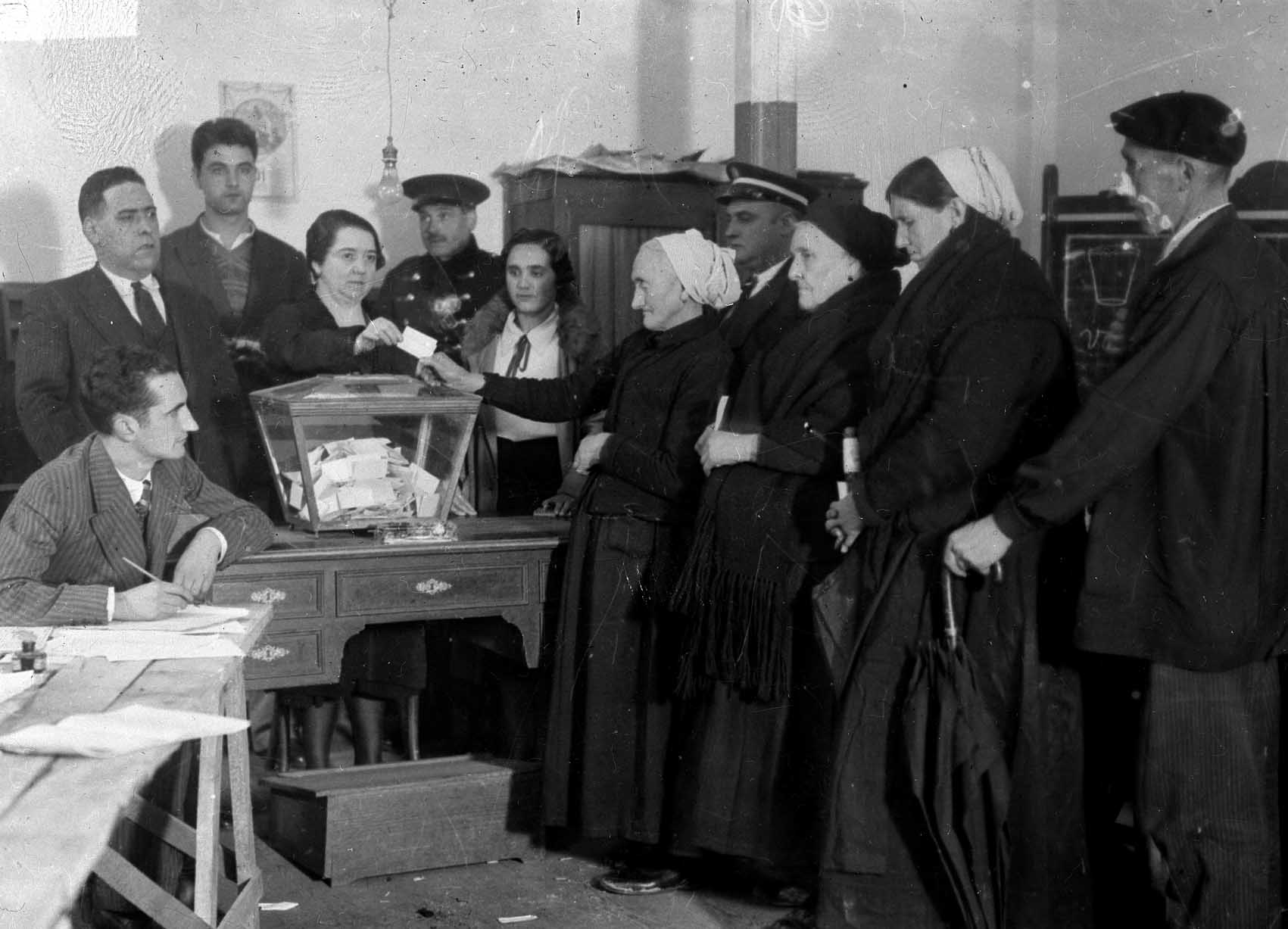
Mannen en vrouwen brengen hun stem uit

## Uitslag
| Politieke partij | Politieke partij                                                                                 | Percentage | Zetels | Verschil |
| ---------------- | ------------------------------------------------------------------------------------------------ | ---------- | ------ | -------- |
|                  | Partido Socialista Obrero Español (PSOE) (Socialistische Arbeiderspartij van Spanje)             | 24,5%      | 115    | -        |
|                  | Partido Republicano Radical (PRR)2 (Radicale Republikeinse Partij)                               | 19,1%      | 90     | -        |
|                  | Partido Republicano Radical Socialista (PRRS) (Radicaal-Socialistische Republikeinse Partij)     | 13,0%      | 61     | -        |
|                  | Esquerra Republicana de Catalunya (ERC) (Linkse Republikeinen van Catalonië)                     | 6,2%       | 29     | -        |
|                  | Derecha Liberal Republicana (DLR) (Rechtse Liberale Republikeinen)                               | 5,3%       | 25     | -        |
|                  | Partido Republicano Democrático Federal (PRDF) (Federaal-Democratische Republikeinse Partij)     | 3,4%       | 16     | -        |
|                  | Partido Agrario Español (PAE) (Agrarische Partij van Spanje)                                     | 3,2%       | 15     | -        |
|                  | Federación Republicano Gallego (FRG) (Gallicische Republikeinse Federatie)                       | 3,2%       | 15     | -        |
|                  | Agrupación al Servicio de la República (ASR) (Groepering voor Dienst aan de Republiek)           | 2,8%       | 13     | -        |
|                  | Independientes derechistas (Rechtse Onafhankelijken)                                             | 1,8%       | 9      | -        |
|                  | Republicanos de centro independientes (Onafhankelijke Centrum Republikeinen)                     | 1,7%       | 8      | -        |
|                  | Independientes de izquierdas (Onafhankelijken van Links)                                         | 1,7        | 8      | -        |
|                  | Euzko Alderdi Jeltzalea-Partido Nacionalista Vasco (EAJ-PNV) (Baskische Nationalistische Partij) | 1,5%       | 7      | -        |
|                  | Acción Nacional (AN) (Nationale Actie)                                                           | 1,1%       | 5      | -        |
|                  | Partido Galeguista (PG) (Partij van de Galiciërs)                                                | 1,1%       | 5      | -        |
|                  | Unió Socialista de Catalunya (USC) (Socialistische Unie van Catalonië)                           | 0,9%       | 4      | -        |
|                  | Comunión Tradicionalista (CT) (Gemeenschap van Traditionalisten)                                 | 0,9%       | 4      | -        |
|                  | Partido Republicano Liberal Demócrata (PRLD) (Liberaal-Democratische Republikeinse Partij)       | 0,9%       | 4      | -        |
|                  | Lliga Catalana (Catalaanse Liga)                                                                 | 0,4%       | 2      | -        |
|                  | Partit Catalanista Republicà (PCR) (Partij voor de Catalaanse Republiek)                         | 0,4%       | 2      | -        |
|                  | Partido Republicano de Centro (PRC) (Republikeinse Partij van het Centrum)                       | 0,4%       | 2      | -        |
|                  | Partido Radical Socialista Revolucionario (PRSR) (Socialistisch-Revolutionaire Radicale Partij)  | 0,4%       | 2      | -        |
|                  | Extrema Izquierda Republicana Federal (EIRF) (Extreem-Linkse Federale Republikeinen)             | 0,4%       | 2      | -        |
|                  | Partido Agrario Republicano Autonomista (PARA) (Agrarische Partij van Autonome Republikeinen)    | 0,2%       | 1      | -        |
|                  | Totaal                                                                                           | -          | 470    | -        |